# Relativisztikus Doppler-effektus

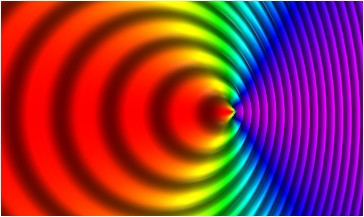
Egy jobbra mozgó, 0.7c sebességű fényforrás. A frekvencia magasabb a jobb oldalon, alacsonyabb a balon.

A relativisztikus Doppler-effektus kiszámítása a klasszikus Doppler-effektushoz hasonlóan történik, azzal a különbséggel, hogy a Galilei-transzformáció helyett a Lorentz-transzformációt alkalmazzuk a forrás és a közeg, illetve a közeg és a megfigyelő közötti váltásoknál.

## Egydimenziós eset vizsgálata
Vizsgáljuk először az egydimenziós esetet, legyen a közeghez rögzített koordináta-rendszerben {\displaystyle c}, {\displaystyle w}, {\displaystyle f}, {\displaystyle v_{f}}, {\displaystyle m}, {\displaystyle v_{m}} rendre a fénysebesség, a hullámsebesség, a forrás helye, sebessége, a megfigyelő helye és sebessége. Legyen továbbá {\displaystyle n}=1, ha a hullámok balról (negatív irányból) érik a megfigyelőt, és {\displaystyle n}=-1, ha jobbról (pozitív irányból).
Ha a forrás mozog és a megfigyelő áll, a tapasztalt frekvencia:
{\displaystyle f=f_{0}{\sqrt {1-{\frac {v_{f}^{2}}{c^{2}}}}}{\frac {w}{|w-nv_{f}|}}}
Ha a megfigyelő mozog és a forrás áll, a képlet a következő:
{\displaystyle f=f_{0}{\frac {1}{\sqrt {1-{\frac {v_{m}^{2}}{c^{2}}}}}}{\frac {|w-nv_{m}|}{w}}}
Az általános esetben (a forrás és a megfigyelő is mozog):
{\displaystyle f=f_{0}{\frac {\sqrt {1-{\frac {v_{f}^{2}}{c^{2}}}}}{\sqrt {1-{\frac {v_{m}^{2}}{c^{2}}}}}}{\frac {|w-nv_{m}|}{|w-nv_{f}|}}=f_{0}{\frac {\sqrt {c^{2}-v_{f}^{2}}}{\sqrt {c^{2}-v_{m}^{2}}}}{\frac {|w-nv_{m}|}{|w-nv_{f}|}}}
Abban a speciális esetben ha {\displaystyle w=c}, a képletek a következőképpen egyszerűsödnek (az előbbivel azonos sorrendben felírva):
{\displaystyle f=f_{0}{\sqrt {\frac {c+nv_{f}}{c-nv_{f}}}}}
{\displaystyle f=f_{0}{\sqrt {\frac {c-nv_{m}}{c+nv_{m}}}}}
{\displaystyle f=f_{0}{\sqrt {\frac {c+nv_{f}}{c-nv_{f}}}}{\sqrt {\frac {c-nv_{m}}{c+nv_{m}}}}}
Legyen {\displaystyle v_{r}} a megfigyelő forráshoz viszonyított sebessége (a relativisztikus sebesség-összeadás szabályai szerint):
{\displaystyle v_{r}={\frac {v_{m}-v_{f}}{1-{\frac {v_{m}v_{f}}{c^{2}}}}}}
Ekkor a képletek a {\displaystyle v_{r}} felhasználásával a következő alakban foglalhatók össze:
{\displaystyle f=f_{0}{\sqrt {\frac {c-nv_{r}}{c+nv_{r}}}}}
Ebből a formából látható, hogy fénysebességű hullámok esetében a közeghez viszonyított sebességnek nincs jelentősége, csak a forrás és a megfigyelő egymáshoz viszonyt sebessége befolyásolja a mérhető frekvenciát.

## Többdimenziós eset vizsgálata
A többdimenziós eset vizsgálatánál {\displaystyle \mathbf {f} ,\mathbf {m} ,\mathbf {v} _{f},\mathbf {v} _{m}} vektorok lesznek, {\displaystyle w} és {\displaystyle c} továbbra is skalár. (Továbbra is feltesszük hogy a forrás és a megfigyelő egyenesvonalú egyenletes mozgást végez, és hogy a forrás frekvenciája állandó.)
Először oldjuk meg τ-re az alábbi egyenletet:
{\displaystyle |\mathbf {m} -(\mathbf {f} -\tau \mathbf {v} _{f})|=w\tau }
Ha található egy (esetleg két) megfelelő τ érték, akkor jelölje {\displaystyle n} (pontosabban {\displaystyle n_{\tau }}) a képletben szereplő vektor irányába mutató egységvektort:
{\displaystyle \mathbf {n} :={\frac {\mathbf {m} -(\mathbf {f} -\tau \mathbf {v} _{f})}{|\mathbf {m} -(\mathbf {f} -\tau \mathbf {v} _{f})|}}}
Ezen egységvektor felhasználásával az egydimenziós esetből kapott képleteket az alábbi formában írhatjuk fel (azonos sorrendben: mozgó forrás, mozgó megfigyelő, mindkettő mozog):
{\displaystyle f=f_{0}{\sqrt {1-{\frac {\mathbf {v} _{f}^{2}}{c^{2}}}}}{\frac {w}{|w-\mathbf {n} \mathbf {v} _{f}|}}}
{\displaystyle f=f_{0}{\frac {1}{\sqrt {1-{\frac {\mathbf {v} _{m}^{2}}{c^{2}}}}}}{\frac {|w-\mathbf {n} \mathbf {v} _{m}|}{w}}}
{\displaystyle f=f_{0}{\frac {\sqrt {1-{\frac {\mathbf {v} _{f}^{2}}{c^{2}}}}}{\sqrt {1-{\frac {\mathbf {v} _{m}^{2}}{c^{2}}}}}}{\frac {|w-\mathbf {n} \mathbf {v} _{m}|}{|w-\mathbf {n} \mathbf {v} _{f}|}}=f_{0}{\frac {\sqrt {c^{2}-v_{f}^{2}}}{\sqrt {c^{2}-v_{m}^{2}}}}{\frac {|w-\mathbf {n} \mathbf {v} _{m}|}{|w-\mathbf {n} \mathbf {v} _{f}|}}}
Az egydimenziós esethez hasonlóan itt is egyszerűsödnek a képletek abban a speciális esetben, ha w=c, azaz a fénysebességgel terjedő hullámokról van szó:
{\displaystyle f=f_{0}{\sqrt {\frac {c+\mathbf {n} \mathbf {v} _{f}}{c-\mathbf {n} \mathbf {v} _{f}}}}}
{\displaystyle f=f_{0}{\sqrt {\frac {c-\mathbf {n} \mathbf {v} _{m}}{c+\mathbf {n} \mathbf {v} _{m}}}}}
{\displaystyle f=f_{0}{\sqrt {\frac {c+\mathbf {n} \mathbf {v} _{f}}{c-\mathbf {n} \mathbf {v} _{f}}}}{\sqrt {\frac {c-\mathbf {n} \mathbf {v} _{m}}{c+\mathbf {n} \mathbf {v} _{m}}}}}
Figyelem, ezen a ponton nem ismételhetjük meg mechanikusan az egydimenziós eset utolsó képletét,
mivel az {\displaystyle \mathbf {n} } vektort a közeghez rögzített rendszerben számoltuk ki. Ha {\displaystyle \mathbf {v} _{r}} a megfigyelő sebessége a forráshoz képest, és {\displaystyle \mathbf {n} _{r}}-t a forráshoz rögzített rendszerben számoltuk ki, akkor használhatjuk ezt a formát:
{\displaystyle f=f_{0}{\sqrt {\frac {c-\mathbf {n} _{r}\mathbf {v} _{r}}{c+\mathbf {n} _{r}\mathbf {v} _{r}}}}}

## Geometriai levezetés
Jelölések: {\displaystyle c\,} a fénysebesség, {\displaystyle v\,} a megfigyelő a jel forráshoz való közeledésének a sebessége, {\displaystyle T_{0}\,} a jel kibocsátások időkülönbsége, {\displaystyle T\,} a megfigyelő által észlelt időkülönbség, {\displaystyle t\,} pedig egy segédváltozó.
Az ábráról látszik, hogy {\displaystyle cT_{0}=ct+vt\,} azaz {\displaystyle t={\frac {c}{c+v}}T_{0}}. Ha ezt átírnánk frekvenciára pont a klasszikus Doppler-effektust kapnánk.
Az idődilatáció miatt:
{\displaystyle T={\sqrt {1-{\frac {v^{2}}{c^{2}}}}}\cdot t}
Ezekből
{\displaystyle T={\sqrt {1-{\frac {v^{2}}{c^{2}}}}}\cdot {\frac {cT_{0}}{c+v}}={\frac {\sqrt {1-v/c}}{\sqrt {1+v/c}}}\cdot T_{0}}
Mivel a frekvencia a hullámhossz reciprokával arányos, így azt kapjuk, hogy
{\displaystyle f={\frac {\sqrt {1+v/c}}{\sqrt {1-v/c}}}\cdot f_{0}}
Távolodó megfigyelő esetén  {\displaystyle cT_{0}=ct-vt\,} azaz {\displaystyle t={\frac {cT_{0}}{c-v}}}
Ezért a megfelelő formula: 
{\displaystyle f={\frac {\sqrt {1-v/c}}{\sqrt {1+v/c}}}\cdot f_{0}}

Relativisztikus Doppler-hatás

Amit úgy is megkaphatunk, hogy {\displaystyle v\,} helyére {\displaystyle -v\,}-t helyettesítünk.

## Alkalmazás

### Sebességmérés radar használatával
A forráshoz képest mozgó tárgyról visszaverődő fény (elektromágneses hullám), kétszeres Doppler-transzformációt szenved el, tehát a visszavert jel frekvenciája:
{\displaystyle f=f_{0}{\sqrt {\frac {c-nv_{r}}{c+nv_{r}}}}^{2}=f_{0}{\frac {c-nv_{r}}{c+nv_{r}}}}
Ez a képlet felhasználható a vr sebesség kiszámítására:
{\displaystyle nv_{r}=c{\frac {f_{0}-f}{f_{0}+f}}}
Látható, hogy a frekvencia csökkenése (f < f0) távolodó mozgást ({\displaystyle nv_{r}>0}) jelent, a frekvencia növekedése (f > f0) pedig közeledő mozgást ({\displaystyle nv_{r}<0}).

## Külső hivatkozás
- Interaktív Java szimuláció a klasszikus és a relativisztikus Doppler-effektusról. Szerző: Wolfgang Christian